# Wetten, dass..?
Wetten, dass..? (på dansk: Skal vi vædde på, at...?) var et tv-show, der blev sendt i de tysktalende områder fra 1981 til 2014, som den mest succesrige udsendelse af sin art i Europa. Showet sendtes på ZDF i Tyskland, ORF i Østrig og SRG SSR i Schweiz.
Showets idemand var Frank Elstner, som også var den første vært, fra 1981 til 1987. Fra 1987 til 2011, med en afbrydelse i 1993, var Thomas Gottschalk studievært; fra oktober 2009 til 2011 var Michelle Hunziker medvært. Efter en voldsom ulykke i december 2010, da den 23-årige deltager Samuel Koch styrtede ned i en "powerjump"-stunt og blev lammet, forlod både Gottschalk og Hunziker showet i 2011.Fra oktober 2012 var Markus Lanz vært. Tv-showet sendtes for sidste gang den 13. december 2014.

## Fodnoter
1. ↑  Spiegel Online:„Wetten, dass…?“ mit Co-Moderatorin. Michelle Hunziker wird Wettfee Arkiveret 8. december 2010 hos  Wayback Machine. Opdateret 18. september 2009. Besøgt 3. januar 2010.
2. ↑  tvtid.dk:Video: Voldsom ulykke i TV-show (Webside ikke længere tilgængelig). Opdateret 5. december 2010. Besøgt 15. maj 2013.
3. ↑  BT.dk: 'Samuel kommer aldrig til at gå normalt igen'. Opdateret 16. december 2010. Besøgt 15. maj 2013.
4. ↑  tvtid.dk:Tysk talkshowvært stopper på toppen  (Webside ikke længere tilgængelig). Opdateret 5. december 2011. Besøgt 15. maj 2013.

| Fjernsyn | Spire Denne artikel om et tv-program er en spire som bør udbygges. Du er velkommen til at hjælpe Wikipedia ved at udvide den. |